# Love You till Tuesday (песня)
Love You till Tuesday — песня, написанная и исполненная Дэвидом Боуи. Первая версия песни, записанная в феврале 1967 года, была включена в дебютный альбом Боуи. Вторая версия, выпущенная как сингл, была записана 3 июня 1967 года и выпущена 14 июля 1967 года. Сингл получил хорошие отзывы от музыкальных критиков, но как и его более ранние синглы, не попал в британские чарты. Это был последний релиз Дэвида Боуи для Deram Records. Выпущенный в 1969 году фильм Love You till Tuesday получил своё название от данной песни, которая звучит в его начале.

## Сингл-версия
Критики изданий Record Retailer, Record Mirror и Melody Maker высоко оценили сингл. В статье, посвященной обзору недавно выпущенных синглов Сид Барретт сказал Melody Maker в мае 1967 года о «Love You till Tuesday»: «Да, это шуточный номер. Шутки это хорошо … Я думаю, людям понравится то, что в сущности это понедельник, хотя на самом деле это было вторник. Очень бодрый трек, но я не думаю, что мои пальцы могут постукивать всю песню» (англ. Yeah, it’s a joke number. Jokes are good…I think people will like the bit about it being Monday, when in fact it was Tuesday. Very chirpy, but I don’t think my toes were tapping at all).
Сингл-версия была полным ремейком оригинала, включая новый вокал, струнную аранжировку Айвора Раймонда и отрывок «Hearts and Flowers» из Winter Marching Чибульки.

## Другие версии
Демо-версия 1966 года, записанная Боуи, была выпущена на бутлегах. Боуи исполнил песню для шоу Top Gear BBC 18 декабря 1967 года. Эта версия появлялась на переиздании David Bowie: Deluxe Edition 2010. Боуи также записал версию на немецком языке в 1969 году под названием «Lieb’ Dich Bis Dienstag».

## Список композиций
1. «Love You till Tuesday» [перезаписанная сингл-версия] (Дэвид Боуи) — 2:59
2. «Did You Ever Have a Dream» (Дэвид Боуи) — 2:06

## Участники записи
- Музыканты :
  - Дэвид Боуи : вокал, гитара
  - Дерек Бойс : орган
  - Дек Фернли : бас-гитара, оркестровые аранжировки
  - Джон Игер : ударные

- Продюсеры:
  - Майк Вернон